# Georges Marchais
Georges Marchais (ur. 7 czerwca 1920 w La Hoguette, zm. 16 listopada 1997 w Paryżu) – francuski polityk, działacz związkowy i komunistyczny, w latach 1972–1994 sekretarz generalny Francuskiej Partii Komunistycznej (PCF), długoletni deputowany.

## Życiorys
W połowie lat 30., kilka lat po śmierci ojca na skutek wypadku przy pracy, wyjechał do Paryża. Odbył staż w zawodzie tokarza, pracował dorywczo, a w 1938 został zatrudniony jako monter w przedsiębiorstwie Société nationale d’étude et de construction de moteurs d'aviation, działającym w przemyśle lotniczym. Zwolniony po klęsce Francji w 1940, pracował w niemieckich firmach. W 1942 wyjechał do Augsburga do pracy w fabryce Messerschmitta. Kwestie dobrowolności decyzji o wyjeździe oraz faktycznej daty jego powrotu z Niemiec do Francji budziły w późniejszych latach różne kontrowersje. W połowie lat 40. zatrudniony w zakładach lotniczych Voisin w Issy-les-Moulineaux. Zaangażował się w działalność związkową w ramach federacji CGT. Od początku lat 50. etatowy pracownik związkowy, pełnił różne funkcje w strukturze Fédération des travailleurs de la métallurgie CGT, związku zawodowego pracowników przemysłu metalurgicznego.
W 1947 wstąpił do Francuskiej Partii Komunistycznej, w 1956 został zastępcą członka komitetu centralnego, a w 1959 zastępcą członka biura politycznego. Bliski współpracownik Maurice’a Thoreza, w 1961 objął stanowisko sekretarza do spraw organizacyjnych. Był uczestnikiem delegacji do ZSRR w 1964 po obaleniu Nikity Chruszczowa, a także przewodniczącym delegacji PCF podczas wizyty na Kubie w 1966, w trakcie której nawiązano współpracę z Fidelem Castro. Podczas wydarzeń z maja 1968 krytykował antykomunistyczne grupy lewicowe i przywódców ruchu studenckiego. Odpowiadał za udział PCF podczas międzynarodowej konferencji partii komunistycznych w Moskwie w 1969. W 1970 powołany za zastępcę Waldecka Rocheta, sekretarza generalnego partii komunistycznej. Na początku lat 70. z ramienia PCF zaczął nawiązywać bliższą współpracę z niekomunistyczną lewicą, m.in. w 1972 podpisał porozumienie programowe z François Mitterrandem. W grudniu 1972 został nowym sekretarzem generalnym PCF.
W wyborach w 1973 po raz pierwszy uzyskał mandat posła do Zgromadzenia Narodowego. Z powodzeniem ubiegał się o reelekcję w 1978, 1981, 1986, 1988 i 1993. W niższej izbie francuskiego parlamentu zasiadał do 1997, kiedy to nie kandydował na kolejną kadencję. Przez kilka lat był też radnym regionu Île-de-France. W latach 1979–1989 sprawował mandat deputowanego do Parlamentu Europejskiego I oraz II kadencji. Podejmował współpracę z komunistami z Włoch i Hiszpanii. Spotkanie z 1977, w którym uczestniczyli także Enrico Berlinguer i Santiago Carrillo, stało się podstawą ukucia terminu eurokomunizm. Jednocześnie Georges Marchais nie dążył do zerwania ze Związkiem Socjalistycznych Republik Radzieckich, m.in. poparł wejście wojsk radzieckich do Afganistanu.
W 1981 wystartował w wyborach prezydenckich. W pierwszej turze otrzymał 15,4% głosów, zajmując czwarte miejsce. Wezwał następnie do poparcia François Mitterranda, a po jego wyborczym zwycięstwie komuniści dołączyli do francuskiego rządu, z którego odeszli w 1984. W późniejszych latach krytykowany przez przedstawicieli reformatorskiego skrzydła partii za konserwatyzm swojej polityki. W styczniu 1994 na czele PCF zastąpił go Robert Hue.

## Publikacje
- Les Communistes et les Paysans (1972)
- Le Défi démocratique (1973)
- Communistes et/ou chrétiens (1977)
- Parlons franchement (1977)
- Réponses (1977)
- L’Espoir au présent, (1980)
- Démocratie, (1990)